# Франклін (тропічний шторм, 2005)

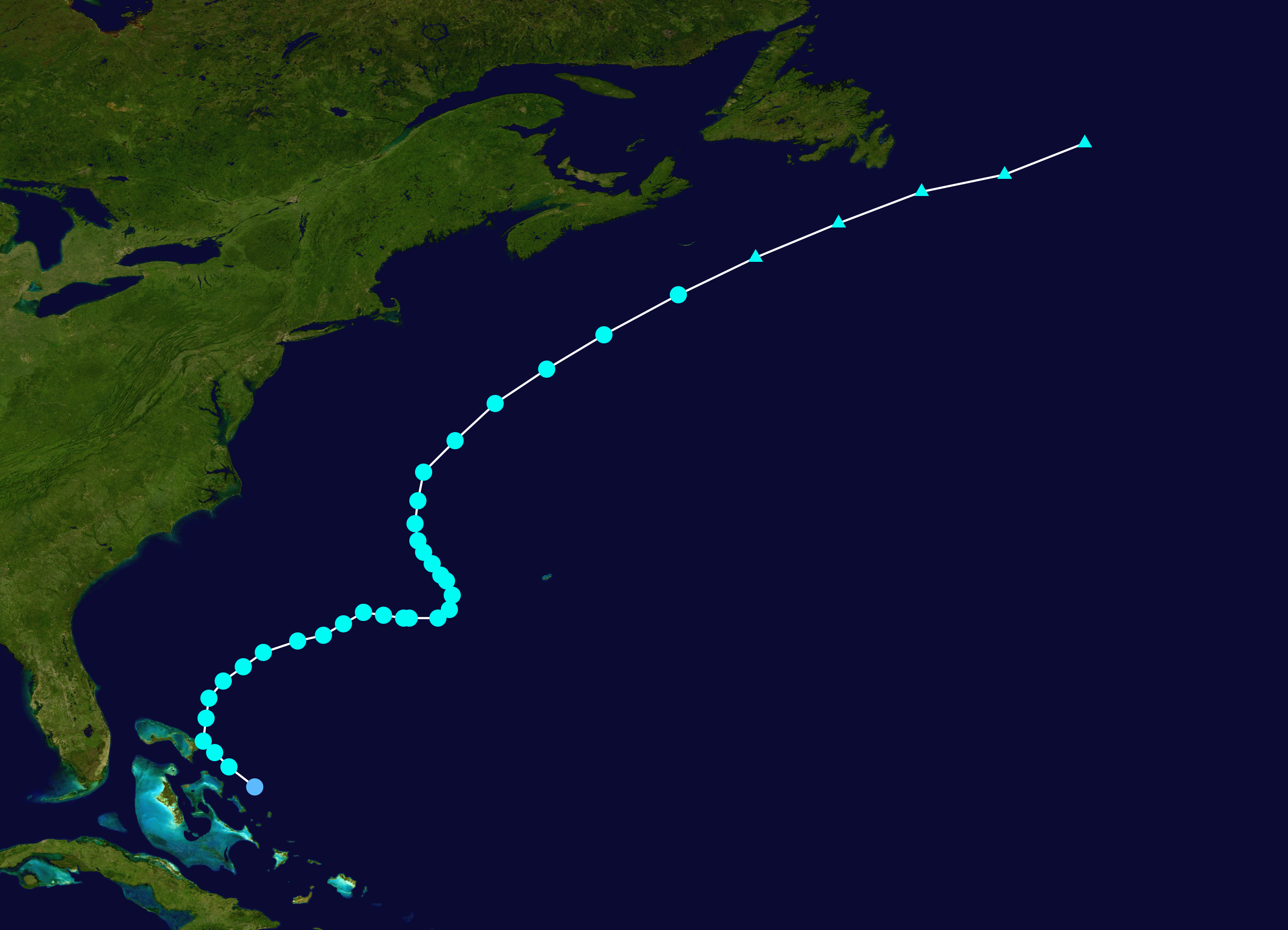

Тропічний шторм Франклін (англ. Tropical Storm Franklin) — тропічний циклон, що існував над західним Атлантичним океаном в липні 2005 року. Це був шостий названий тропічний шторм сезону, що двічі досягав сили урагану.
Тропічний циклон сформувався над Багамськими островами 21 червня, після чого рухався різспрямовано, досягши Бермудських островів 26 липня. Франклін перетворився на позатропічний циклон біля острова Ньюфаундленд та був поглинутий більшою зоною низького тиску. Національний ураганний центр не зміг спрогнозувати рух цього тропічного циклону через важкість прийняття до уваги сильного градієнту вітру. Циклон однак не завдав значних руйнувань оскільки існував майже виключно над океаном.